# Dernier ancêtre commun aux chimpanzés et aux êtres humains
 (décembre 2022).

Arbre évolutif des Hominini et des Gorillini depuis 10 millions d'années.

Le dernier ancêtre commun aux chimpanzés et aux êtres humains (DACCH) est le dernier ancêtre commun partagé par les genres d'Hominini existant actuellement, à savoir Homo (humains) et Pan (chimpanzés et bonobos). L'âge de cette population ancestrale reste discuté par les spécialistes, avec des estimations variant généralement entre 6 et 10 millions d'années.

## Taxonomie
Phylogénie des genres actuels d'hominidés, d'après Shoshani et al. (1996) et Springer et al. (2012) :
| Gorillini | Gorilla (Gorille)                                                                                             |
|           | Gorilla (Gorille)                                                                                             |
| Hominini  | \| Panina \| Pan (Chimpanzé) \| \| \| Pan (Chimpanzé) \| \| Hominina \| Homo (Homme) \| \| \| Homo (Homme) \| |
|           | \| Panina \| Pan (Chimpanzé) \| \| \| Pan (Chimpanzé) \| \| Hominina \| Homo (Homme) \| \| \| Homo (Homme) \| |
| Panina    | Pan (Chimpanzé)                                                                                               |
|           | Pan (Chimpanzé)                                                                                               |
| Hominina  | Homo (Homme)                                                                                                  |
|           | Homo (Homme)                                                                                                  |

| Panina   | Pan (Chimpanzé) |
|          | Pan (Chimpanzé) |
| Hominina | Homo (Homme)    |
|          | Homo (Homme)    |

| Gorillini | Gorilla (Gorille)                                                                                             |
|           | Gorilla (Gorille)                                                                                             |
| Hominini  | \| Panina \| Pan (Chimpanzé) \| \| \| Pan (Chimpanzé) \| \| Hominina \| Homo (Homme) \| \| \| Homo (Homme) \| |
|           | \| Panina \| Pan (Chimpanzé) \| \| \| Pan (Chimpanzé) \| \| Hominina \| Homo (Homme) \| \| \| Homo (Homme) \| |
| Panina    | Pan (Chimpanzé)                                                                                               |
|           | Pan (Chimpanzé)                                                                                               |
| Hominina  | Homo (Homme)                                                                                                  |
|           | Homo (Homme)                                                                                                  |

| Panina   | Pan (Chimpanzé) |
|          | Pan (Chimpanzé) |
| Hominina | Homo (Homme)    |
|          | Homo (Homme)    |

Sur la base de leur proximité génétique, la tribu des Hominini rassemble les humains (genre Homo) et les chimpanzés (genre Pan). Les Hominini sont le groupe-frère des Gorillini, qui incluent les gorilles (genre Gorilla), à égale distance génétique des humains et des chimpanzés.
Pan et Homo représentent deux sous-tribus distinctes. Homo et les genres fossiles bipèdes sont attribués à la sous-tribu des Hominina, tandis que Pan est attribué à la sous-tribu des Panina. Bernard Wood a donné en 2010 son point de vue sur cette taxonomie. Wood et Richmond avaient proposé en 2000 une tribu des Panini, à partir de l'idée selon laquelle la sous-famille des Homininae serait composée d'une trifurcation de tribus.
Richard Wrangham avait avancé en 2001 que l'espèce du DACCH était très similaire au chimpanzé commun (Pan troglodytes), à tel point qu'elle devrait être classée comme membre du genre Pan et recevoir le nom taxonomique Pan prior.
Tous les genres d'Hominini qui sont apparus après la divergence avec Pan appartiennent à la sous-tribu des Hominina, y compris les genres Homo et Australopithecus. Ce groupe représente la lignée humaine et ses membres sont appelés hominines (à ne pas confondre avec les homininés, qui correspondent à la sous-famille des Homininae).

## Registre fossile
Aucun fossile n'a encore été identifié de manière concluante comme étant le DACCH. Un candidat possible est Graecopithecus, daté de 7,2 millions d'années, trouvé en Grèce et en Bulgarie. Cela placerait l'origine du DACCH en Europe au lieu de l'Afrique.
Sahelanthropus tchadensis, trouvé au Tchad et daté de 7 millions d'années, est attribué aux Hominina en raison de sa bipédie, de la réduction de ses canines, et de différents autres caractères morphologiques. C'est le plus ancien Hominina actuellement connu.
Ardipithecus est apparu il y a 5,8 millions d'années. Il présente une mosaïque de traits archaïques et dérivés qui incite certains auteurs, qui restent toutefois minoritaires, à le placer du côté des Panina plutôt que des Hominina,,. Cependant, Sarmiento (2010), notant qu'Ardipithecus ne partage aucune caractéristique exclusive à l'homme et certaines de ses caractéristiques (celles du poignet et du basicrâne), a suggéré qu'il pourrait avoir divergé des Homininae africains avant la divergence entre les Hominini et les Gorillini.
Les premiers fossiles assez complets pour ne pas subir de contestations sur leur appartenance à la lignée humaine sont ceux du genre Australopithecus, dont Australopithecus anamensis, daté de 4,2 à 3,8 millions d'années, est le plus ancien représentant connu.
Très peu de fossiles de Panina ont été trouvés. Les plus anciens sont des dents, datées entre 545 000 et 284 000 ans par datation argon-argon, découvertes dans la vallée du Rift est-africain, au Kenya.
En raison de la rareté des fossiles anciens, Aurélien Mounier a présenté en 2016 une étude visant à créer un fossile virtuel en appliquant la morphométrie numérique et des algorithmes statistiques aux fossiles d'Hominina et de Pan. Il avait précédemment utilisé cette technique pour reconstituer le crâne du dernier ancêtre commun de l'Homme de Néandertal et d'Homo sapiens,.

## Estimations d'âge
Dans les études génétiques humaines, le DACCH est utile comme point d'ancrage pour calculer les taux de polymorphisme nucléotidique dans les populations humaines, où les chimpanzés sont utilisés comme groupe externe, c'est-à-dire comme l'espèce existante la plus génétiquement proche d'Homo sapiens.
Une estimation de TDACCH entre 10 et 13 millions d'années a été proposée en 1998 et une fourchette de 7 à 10 millions d'années est supposée par White et al. (2009) :

« In effect, there is now no a priori reason to presume that human-chimpanzee split times are especially recent, and the fossil evidence is now fully compatible with older chimpanzee–human divergence dates 7 to 10 Ma... »

— White et al. (2009), 
Certains chercheurs ont tenté d'estimer l'âge du DACCH (TDACCH) en utilisant des structures de biopolymères qui diffèrent légèrement entre des animaux étroitement apparentés. Parmi ces chercheurs, Allan C. Wilson et Vincent Sarich ont été des pionniers dans le développement de l'horloge moléculaire pour l'homme. Travaillant sur des séquences de protéines, ils ont finalement (1971) déterminé que les singes étaient plus proches des humains que certains paléontologues ne le pensaient sur la base des archives fossiles. Plus tard, Vincent Sarich a conclu que le TDACCH n'avait pas plus de 8 millions d'années, avec une fourchette privilégiée entre 4 et 6 millions d'années avant le présent.
Cet âge paradigmatique est resté fidèle à l'anthropologie moléculaire jusqu'à la fin des années 1990. Depuis les années 1990, l'estimation a de nouveau été repoussée vers des temps plus éloignés, car des études ont trouvé des preuves d'un ralentissement de l'horloge moléculaire alors que les grands singes évoluaient à partir d'un ancêtre commun avec d'autres singes (gibbons), puis que les humains évoluaient à partir d'un ancêtre commun avec d'autres grands singes (chimpanzés).
Une étude de 2016 a analysé les transitions au niveau des sites CpG dans les séquences du génome, qui présentent un comportement plus semblable à une horloge que les autres substitutions, aboutissant à une estimation de l'époque de divergence entre l'homme et le chimpanzé de 12,1 millions d'années.

## Spéciation par hybridation
Une source de confusion dans la détermination de l'âge exact de la séparation Pan - Homo est la preuve d'un processus de spéciation plus complexe qu'une séparation nette entre les deux lignées. Différents chromosomes semblent s'être séparés à des moments différents, peut-être sur une période allant jusqu'à 4 millions d'années, indiquant un processus de spéciation long et prolongé avec des événements d'hybridation à grande échelle entre les deux lignées émergentes aussi récemment que 6,3 à 5,4 millions d'années, selon Patterson et al. (2006).
La spéciation entre Pan et Homo s'est produite au cours des 9 derniers millions d'années. Ardipithecus est probablement issu de la lignée Pan au Messinien moyen,. Après les divergences originelles, il y a eu, selon Patterson (2006), des périodes d'hybridation entre groupes de population et un processus d'alternance de divergence et d'hybridation qui a duré plusieurs millions d'années. Quelque temps au cours de la fin du Miocène ou du début du Pliocène, les premiers membres du clade humain ont achevé une séparation définitive d'avec la lignée Pan, avec des estimations de dates allant de 13 à 4 millions d'années. Cette dernière date et l'argument des événements d'hybridation sont rejetés par Wakeley.
L'hypothèse d'une hybridation tardive reposait notamment sur la similitude du chromosome X chez l'homme et le chimpanzé, suggérant une divergence aussi tardive qu'il y a 4 millions d'années. Cette conclusion a été rejetée comme injustifiée par Wakeley (2008), qui a suggéré des explications alternatives, notamment la pression de sélection sur le chromosome X dans les populations ancestrales du DACCH.
La spéciation complexe et le tri de lignées incomplet des séquences génétiques semblent également s'être produits dans la scission entre la lignée humaine et celle du gorille, indiquant que'une spéciation «désordonnée» est la règle plutôt que l'exception chez les grands primates,. Un tel scénario expliquerait pourquoi l'âge de divergence entre Homo et Pan a varié avec la méthode choisie et pourquoi un seul point a jusqu'à présent été difficile à repérer.